# Natuurkundige constante
In de wetenschap is een natuurkundige constante een fysische grootheid waarvan de waarde niet verandert. Dit in tegenstelling tot andere fysische grootheden, zoals de variabelen temperatuur, druk, elektrische veldsterkte, die in tijd en plaats kunnen variëren.
Een natuurkundige constante is dimensieloos of heeft een 'dimensie', dat wil zeggen zij wordt uitgedrukt in een of meer fysische grootheden. Zo stelt de plancklengte een afstand voor en is de lichtsnelheid in vacuüm een verhouding tussen een afstand en de tijd die licht nodig heeft om die afstand af te leggen.

## Overzicht van natuurkundige constanten
Onderstaand een overzicht van natuurkundige constanten. De datum in de kolom Bron refereert aan de laatste datum dat deze referentie gecontroleerd is. Over een aantal constanten zijn in november 2018, tijdens de 26e Conférence Générale des Poids et Mesures, nieuwe afspraken gemaakt, die ingaan op 20 mei 2019. In die gevallen staan twee waarden vermeld: de waarde tot 20 mei 2019 en de waarde vanaf die datum.
| Naam van de constante                                | Symbool                        | Waarde                                              | Standaardonzekerheid                                    | Bron (2006CODATA/CGPM2018) |
| ---------------------------------------------------- | ------------------------------ | --------------------------------------------------- | ------------------------------------------------------- | -------------------------- |
| magnetische veldconstante                            | μ0                             | 4π · 10−7 Hm−1 (per definitie van de ampère)        | exacte waarde                                           | 20.05.2015                 |
| magnetische veldconstante                            | μ0                             | 4π · 10−7 Hm−1                                      | nog in te vullen, geen exacte waarde meer               | 21.11.2018                 |
| lichtsnelheid in vacuüm                              | c0                             | 299 792 458 ms−1 (per definitie van de meter)       | exacte waarde                                           | 20.05.2015                 |
| elektrische veldconstante                            | ε0 = 1/μ0c02                   | 8,854 187 817 · 10−12 Fm−1                          | in 10 significante cijfers weergegeven berekende waarde | 20.05.2015                 |
| constante van Planck                                 | {\displaystyle h}              | 6,626 069 57 · 10−34 J s 4,135 667 516 · 10−15 eV s | 0,000 000 29 · 10−34 Js 0,000 000 091 · 10−15 eV·s      | 20.05.2015                 |
| constante van Planck                                 | {\displaystyle h}              | 6,626 070 15 · 10−34 J s                            | exacte waarde                                           | 21.11.2018                 |
| constante van Dirac                                  | {\displaystyle \hbar =h/2\pi } | 1,054 571 726 · 10−34 Js                            | 0,000 000 047· 10−34 Js                                 | 20.05.2015                 |
| elementaire lading                                   | e                              | 1,602 176 565 · 10−19 C                             | 0,000 000 035 · 10−19 C                                 | 20.05.2015                 |
| elementaire lading                                   | e                              | 1,602 176 634 · 10−19 C                             | exacte waarde                                           | 21.11.2018                 |
| rustmassa van het elektron                           | me                             | 9,109 382 91 · 10−31 kg                             | 0,000 000 40 · 10−31 kg                                 | 20.05.2015                 |
| rustmassa van het proton                             | mp                             | 1,672 621 777 · 10−27 kg                            | 0,000 000 074 · 10−27 kg                                | 20.05.2015                 |
| rustmassa van het neutron                            | mn                             | 1,674 927 351 · 10−27 kg                            | 0,000 000 074 · 10−27 kg                                | 20.05.2015                 |
| atomaire massaeenheid                                | mu = 1 u                       | 1,660 538 921 · 10−27 kg                            | 0,000 000 073 · 10−27 kg                                | 20.05.2015                 |
| constante van Avogadro                               | L, NA                          | 6,022 141 29 · 1023 mol−1                           | 0,000 000 27 · 1023 mol−1                               | 20.05.2015                 |
| constante van Avogadro                               | L, NA                          | 6,022 140 76 · 1023 mol−1                           | exacte waarde                                           | 21.11.2018                 |
| constante van Boltzmann                              | k                              | 1,380 6488 · 10−23 JK−1 8,617 3324 · 10−5 eV K−1    | 0,000 0013 · 10−23 JK−1 0,000 0078 · 10−5 eV · K−1      | 20.05.2015                 |
| constante van Boltzmann                              | k                              | 1,380 649 · 10−23 JK−1                              | exacte waarde                                           | 21.11.2018                 |
| constante van Stefan-Boltzmann                       | σ                              | 5,670 367 · 10−8 Wm−2K−4                            | 0,000 013 · 10−8 Wm−2K−4                                | 20.05.2015                 |
| constante van Faraday                                | F                              | 96 485,3365 Cmol−1                                  | 0,0021 Cmol−1                                           | 20.05.2015                 |
| gasconstante                                         | R0                             | 8,314 4621 JK−1mol−1                                | 0,000 0075 JK−1mol−1                                    | 20.05.2015                 |
| absoluut nulpunt                                     |                                | −273,15 °C = 0 K (per definitie van °C)             |                                                         | 20.05.2015                 |
| molair volume van een ideaal gas p = 1 bar, θ = 0 °C |                                | 22,710 953 · 10−3 m3 mol−1                          | 0,000 021 · 10−3 m3 mol−1                               | 20.05.2015                 |
| fijnstructuurconstante                               | α = μ0e2c0/2h                  | 7,297 352 5698 · 10−3                               | 0,000 000 0024 · 10−3                                   | 20.05.2015                 |
| fijnstructuurconstante                               | α−1                            | 137,035 999 074                                     | 0,000 000 044                                           | 20.05.2015                 |
| bohrstraal                                           | a0                             | 0,529 177 210 92 · 10−10 m                          | 0,000 000 000 17 · 10−10 m                              | 20.05.2015                 |
| hartree-energie                                      | Eh                             | 4,359 744 34 · 10−18 J                              | 0,000 000 19 · 10−18 J                                  | 20.05.2015                 |
| rydbergconstante                                     | R∞                             | 10 973 731,568 539 m−1                              | 0,000 055 m−1                                           | 20.05.2015                 |
| bohrmagneton                                         | μB                             | 927,400 968 · 10−26 JT−1                            | 0,000 020 · 10−26 JT−1                                  | 20.05.2015                 |
| Magnetisch moment van het elektron                   | μe                             | −928,476 430 · 10−26 JT−1                           | 0,000 021 · 10−26 JT−1                                  | 20.05.2015                 |
| g-factor van Landé voor vrije elektronen             | ge                             | −2,002 319 304 361 53                               | 0,000 000 000 000 53                                    | 20.05.2015                 |
| nucleair magneton                                    | μN                             | 5,050 783 53 · 10−27 JT−1                           | 0,000 000 11 · 10−27 JT−1                               | 20.05.2015                 |
| magnetisch moment van het proton                     | μp                             | 1,410 606 743 · 10−26 JT−1                          | 0,000 000 033 · 10−26 JT−1                              | 20.05.2015                 |
| magnetogyroskopische verhouding van het proton       | γp                             | 2,675 222 005 · 108 s−1T−1                          | 0,000 000 063 · 108 s−1T−1                              | 20.05.2015                 |
| magnetisch moment van het proton in H20, μ'p         | μ'p/μB                         | 1,520 993 129 · 10−3                                | 0,000 000 017 · 10−3                                    |                            |
| eerste stralingsconstante                            | c1                             | 3,741 771 53 · 10−16 Wm2                            | 0,000 000 17 · 10−16 Wm2                                | 20.05.2015                 |
| tweede stralingsconstante                            | c2                             | 1,438 7770 · 10−2 mK                                | 0,000 0013 · 10−2 mK                                    | 20.05.2015                 |
| gravitatieconstante                                  | G                              | 6,673 84 · 10−11 m3kg−1s−2                          | 0,000 80 · 10−11 m3kg−1s−2                              | 20.05.2015                 |